# Unité urbaine de Port-Saint-Père
L'unité urbaine de Port-Saint-Père est une unité urbaine française centrée sur la ville de Port-Saint-Père, département de la Loire-Atlantique.

## Données globales
En 2020, selon l'Insee, l'unité urbaine de Port-Saint-Père est composée de deux communes, toutes situées dans l'arrondissement de Nantes, subdivision administrative du département de la Loire-Atlantique.
Dans le zonage précédent de 2010, ces deux communes faisaient partie de l'unité urbaine de Nantes.
En 2022, avec 5 160 habitants, elle représente la 36e unité urbaine du département de la Loire-Atlantique.
L'unité urbaine de Port-Saint-Père appartient à l'aire d'attraction de Nantes.

## Composition de l'unité urbaine en 2020
Liste des communes appartenant à l'unité urbaine de Port-Saint-Père selon la délimitation de 2020 et sa population municipale (liste établie par ordre alphabétique) :
| Nom                            | Code Insee | Département      | Statut       | Superficie (km2) | Population (dernière pop. légale) | Densité (hab./km2) | Modifier                                    |
| ------------------------------ | ---------- | ---------------- | ------------ | ---------------- | --------------------------------- | ------------------ | ------------------------------------------- |
| Port-Saint-Père (ville-centre) | 44133      | Loire-Atlantique | ville-centre | 32,57            | 3 046 (2022)                      | 94                 | modifier les données · modifier les données |
| Saint-Léger-les-Vignes         | 44171      | Loire-Atlantique | banlieue     | 6,49             | 2 114 (2022)                      | 326                | modifier les données · modifier les données |

## Évolution démographique
L'évolution démographique ci-dessous concerne l'unité urbaine selon le périmètre défini en 2020.
| 1968  | 1975  | 1982  | 1990  | 1999  | 2008  | 2013  | 2019  |
| ----- | ----- | ----- | ----- | ----- | ----- | ----- | ----- |
| 1 812 | 1 854 | 2 437 | 2 641 | 3 301 | 4 037 | 4 466 | 4 867 |

#### Données générales
- Unité urbaine
- Aire d'attraction d'une ville
- Aire urbaine (France)
- Liste des unités urbaines de France

#### Données démographiques en rapport avec l'unité urbaine de Port-Saint-Père
- Aire d'attraction de Nantes
- Arrondissement de Nantes

#### Données démographiques en rapport avec la Loire-Atlantique
- Démographie de la Loire-Atlantique